# Shangri-La (Yunnan)
Shangri-la (officiellt namn sedan 2001) eller Gyalthang (tibetanska; རྒྱལ་ཐང་རྫོང་), officiellt namn fram till 2001 Zhongdian (kinesiska: 中甸县 Zhōngdiàn xiàn), är ett härad med övervägande tibetansk befolkning i Yunnan-provinsen, Folkrepubliken Kina. Den lokala tibetanska befolkningen kallar häradet för Gyalthang.
Häradets huvudort är staden Jiantang (建塘镇 Jiàntáng Zhèn). "Shangri-La" eller "Zhongdian" kan också syfta på denna ort.
I Shangri-la är Ganden Sumtseling-klostret beläget, vilket är en miniatyrversion av Potala-palatset i Lhasa. Klostret byggdes 1679, men utsattes för omfattade förstörelse under Kulturrevolutionen i slutet på 1960-talet.
Häradet hette ursprungligen Zhongdian, men 2001 döptes det om efter fantasilandet Shangri-La i James Hiltons roman Lost Horizon i ett försök att främja turismen i området. Huvudorten Zhongdian hade då länge varit ett mycket populärt turistmål, och kommunen vann rätten i strid med åtminstone en annan kommun i samma provins.